# أسوار أوريليان
أسوار أوريليان هي أسوار عالية بناها الإمبراطور أوريليان بين عامي270 و275 للدفاع عن روما، عاصمة الإمبراطورية الرومانية في ذلك الوقت، من هجمات البرابرة. ، أصبحت الأسوار بعد إجراء العديد من التجديدات مزارا سياحيا عالميا في روما، يبلغ طول الأسوار حوالي 19 كم، وإرتفاعها يصل إلي 20 م  في بعض المناطق. وتطوق مساحة تزيد عن 1200 هكتار  ، وهي من بين أطول الأسوار القديمة وأفضلها حفظا في العالم.

## التاريخ

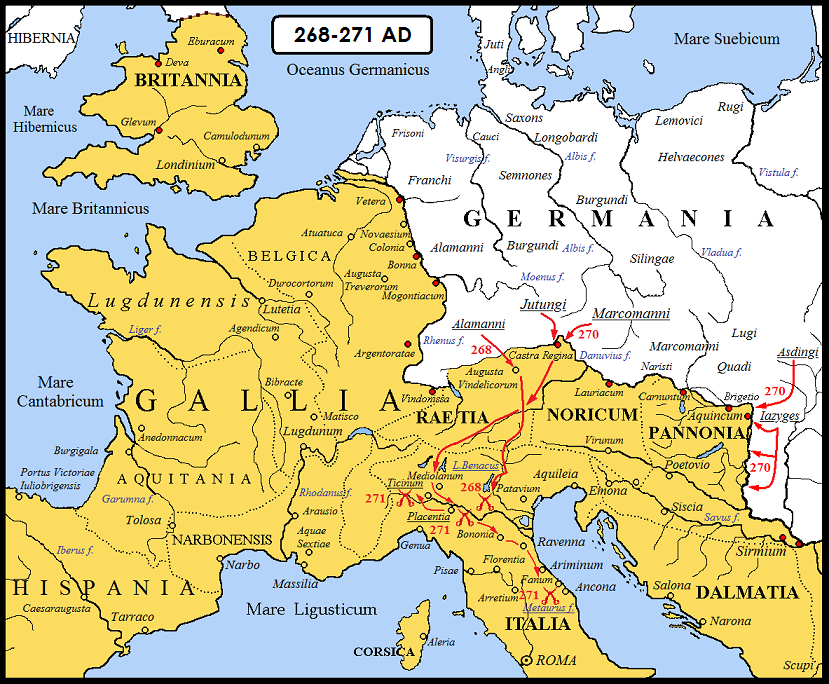
غزو الجزء الغربي من الإمبراطورية الرومانية في السنوات 268 - 271 ، من خلال ألامانيون ، الماركومانيين ،

في الفترة (270-275 م. ج) توسعت المدينة إلى ما بعد أسوار سيرفيان القديمة (التي كانت تحيط فقط بالتلال السبعة لروما القديمة)، والتي بنيت في القرن السادس قبل الميلاد. وخلال العصر الجمهوري الروماني، ومع التهديد الجديد، الذي مثلته القبائل البربرية التي تدفقت من الحدود الجرمانية، أصبحت الإمبراطورية الرومانية، في أزمة صعبة في القرن الثالث.
ومع، تدفق جحافل القوط من الدول الاسكندنافية، وتوغلهم حتي اليونان ووسط وجنوب أوروبا وأصبح وجود أسوار محصنة هو ملاذ مدن مثل ميلانو وفيرونا ثم ميليتس وأثينا الوحيد.

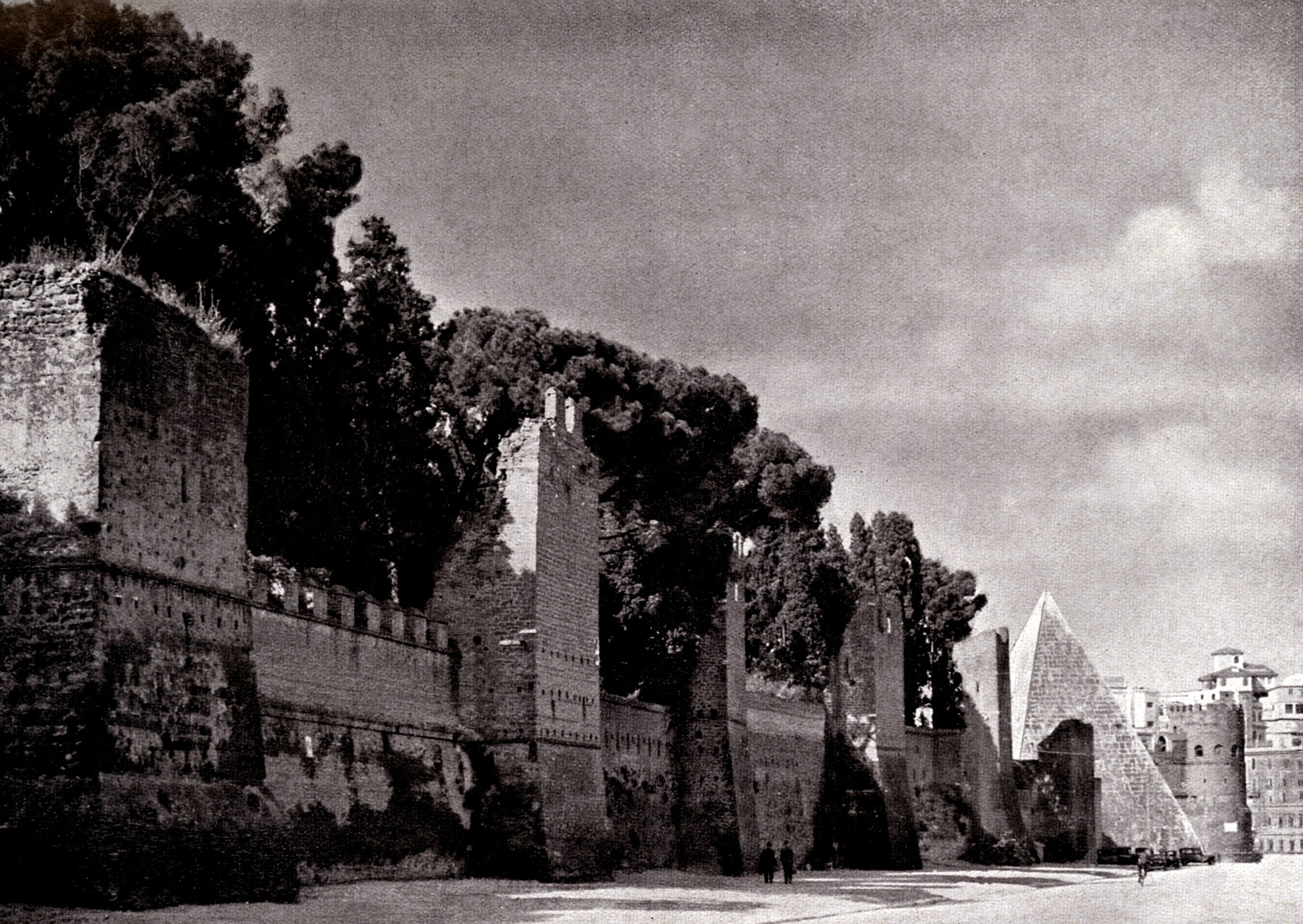
أسوار أوريليان وهرم القلعة في صورة من عام 1932

في البداية، اعتبرت روما نفسها محصنة ضد أي خطر: فلقرون من الهدوء كان من غير المعقول أن ينتهك عدو الأرض المقدسة للمدينة. وتغير هذا الإعتقاد مع الغزو الألماني لشبه الجزيرة حوالي 260 م، ووصلوا إلى روما. وتخلوا عن مهاجمتها، وكما فعل حنبعل قبل خمسة قرون في الحرب البونيقية الثانية. غير أن نهب أثينا عام 267 من قبلالهيروليون، الذين ينحدرون من نهر الدنيبر، ولّد الخوف من نهب روما مرة أخرى، ما سرع من مشروع بناء الأسوار. وفي عام 270 ، قام أوريليان ببناء السور بشكل عاجل.
بدأ بناء الأسوار في عام 271 وانتهى حوالي عام 279 ، تحت حكم الإمبراطور بروبس. اعتمد المشروع على السرعة القصوى للبناء والبساطة الهيكلية، بالإضافة إلى ضمان الحماية والسلامة بشكل واضح. تشير هذه الخصائص إلى أن الخبراء العسكريين لعبوا دورًا في التصميم.
تعود بعض الإضافات للأسوار إلى زمن ماكسينتيوس، وأما الخندق المائي فربما يكون قد انتهاه الإمبراطور قسطنطين.

### التحسينات

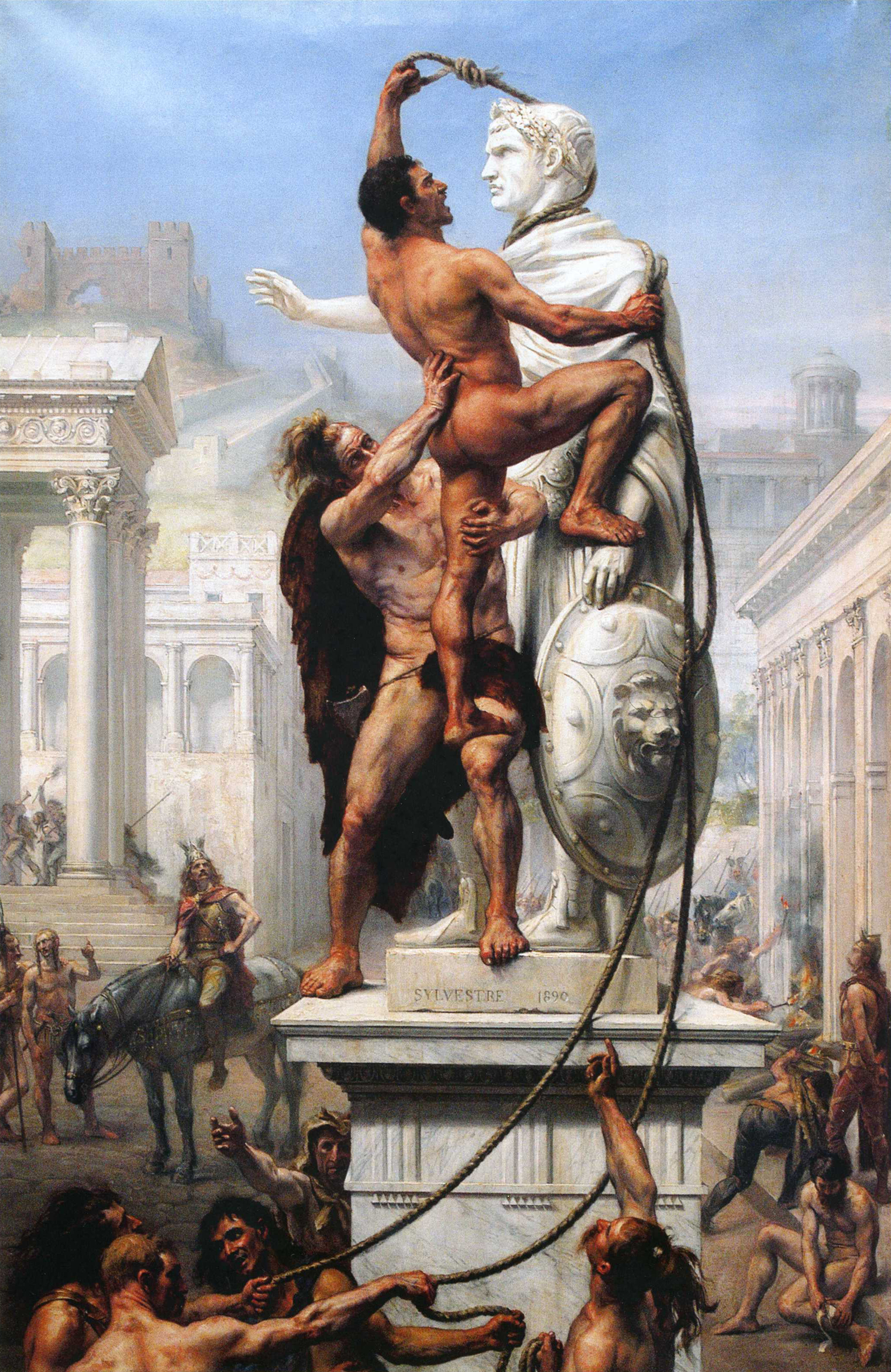
تصوير نهب روما بقيادة ألاريك الأول (القوط الغربيين) في 410 م.

في بداية القرن الخامس (حوالي 130 عامًا بعد بناء السور)، ظهر تهديد جديد للبرابرة في شبه الجزيرة، مع القوط ألاريك. احتاج السور إلى إعادة هيكلة عميقة، فكان من الضروري تعلية الأسوار وتحصين الأبواب، وتعديل الهيكل الدفاعي وإغلاق جميع المخارج الثانوية تقريبًا. وتعمبق الخندق المائي.
فقام الإمبراطور هونوريوس وعلى يد قائد جيشه ستيليكو في عام 403 ، بمضاعفة ارتفاع الأسوار من حوالي 6-8 أمتار إلى ما لا يقل عن 10.50-15 وجعل الأسوار مذدوجة، أحدهما سفلي (القديم، الذي غطاه بالكامل، مع مزاغل للرماة) وممر علوي، مكشوف ومُحاط بالسور الجديد. كما تم تدعيم الأبراج بطابق ثان، وتجديد الأبواب. في هذه الفترة، وتم دمج ضريح هادريان، على الضفة اليمنى لنهر التيبر، في الأسوار، ودمجت أيضًا منطقة تلة الفاتيكان.

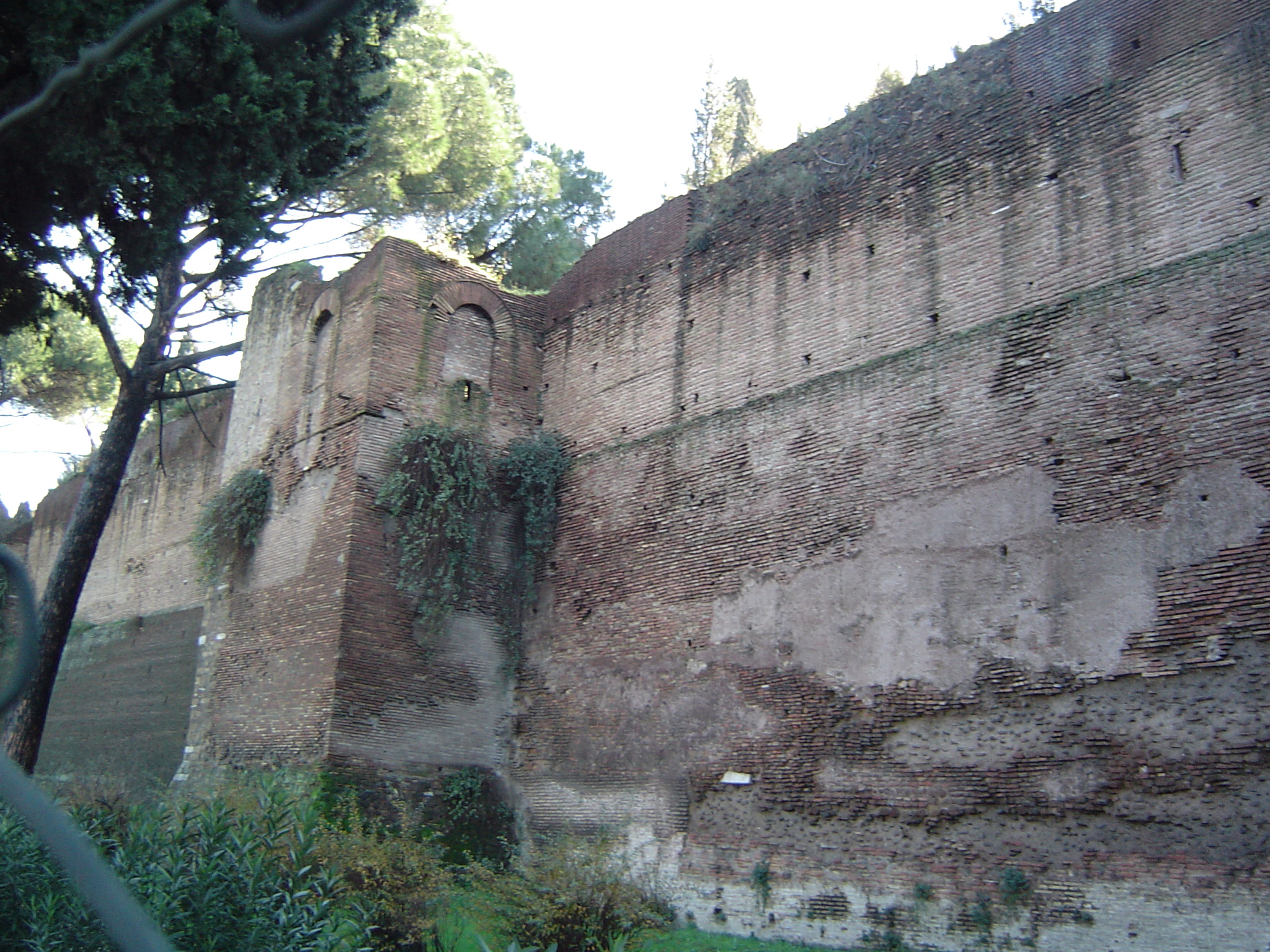
قسم من أسوار أوريليان

ومع دخول ألاريك إلى روما 410 م تضرر السور بشدة وأدى زلزال 443 م إلى أضرار جسيمة.
في نهاية القرن تم ترميم الأسوار علي يد ثيودوريك، ملك القوط الشرقيين وحاكم إيطاليا، بعد أن تخلص من أودواكر، ملك الهيروليون في إيطاليا، في حرب تسببت في مزيد من الأضرار لأسوار روما.
وفي النصف الثاني من القرن السادس عشر قرر البابا بيوس الرابع، إعادة هيكلة وتقوية الأسوار خوفا من غزو روما من قبل القراصنة والذين أصبحوا في تلك السنوات يشكلون تهديدًا خاصًا للعاصمة. وتضمنت الهيكلة بناء سور دفاعي أكبر ليحل محل أسوار ليونين، التي أقامها البابا ليو الرابع.

### الأسوار في العصر الحديث

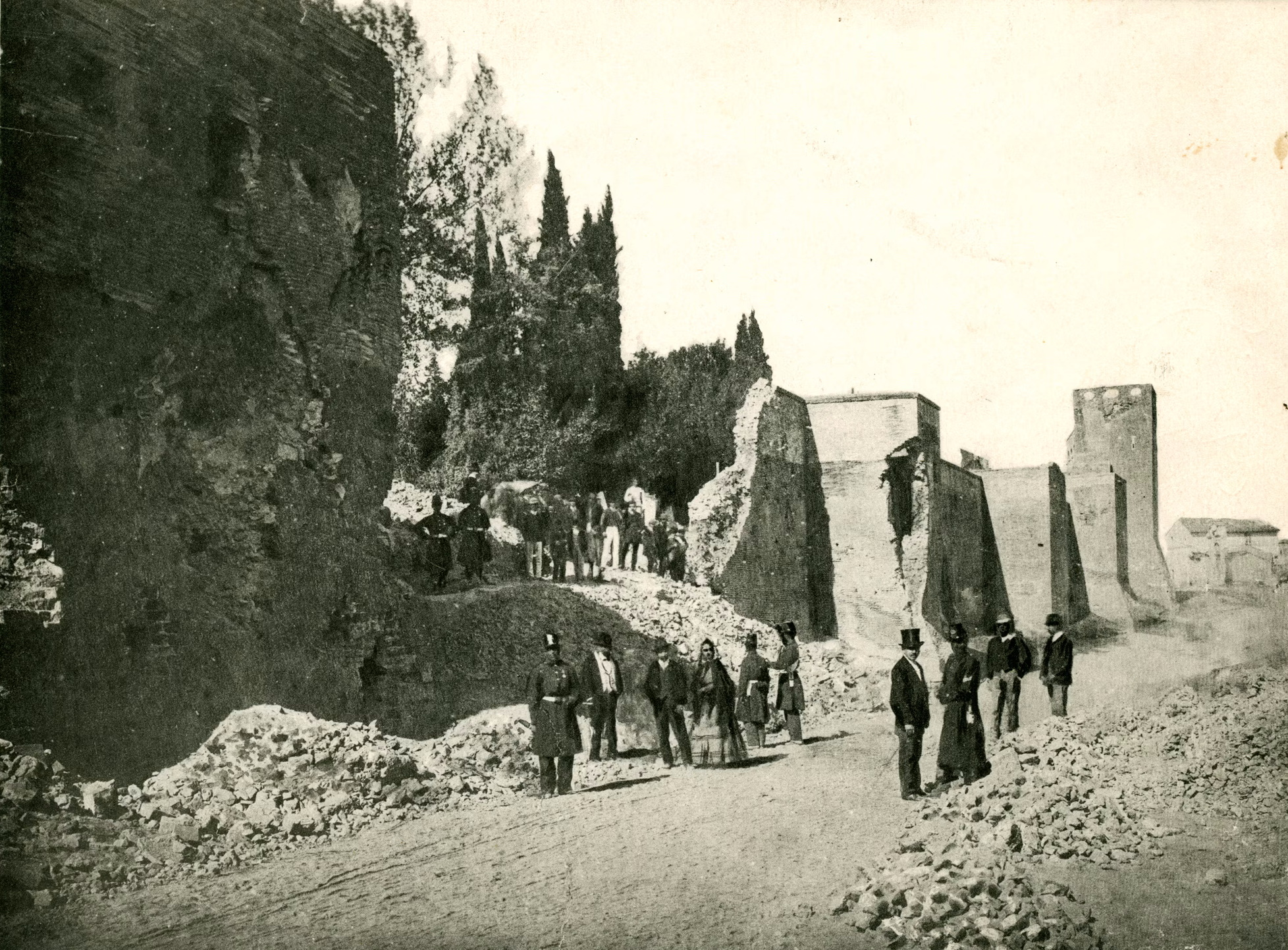
الأسوار المهدمة بجوار بوابة بيا.

استمرت الأسوار في لعب دور دفاعي للمدينة لعدة قرون (جنبًا إلى جنب مع أسوار ليونين وجيانكولينسي، في القرنين التاسع والسابع عشر) حتى 20 سبتمبر 1870، عندما تم الاستيلاء على روما عل يد فيكتور إيمانويل الثاني من خلال هدم السور بالقرب من بوابة بيا وإسقاط فترة الحكم البابوي لروما.
وكانت هناك العديد من التحصينات للسور من قبل الباباوات على مر القرون: من أهمها تشييد معاقل سانغالو في القرن السادس عشر، في الجزء الجنوبي، بالقرب من بوابة سان سيباستيانو بجوار هرم سيستيوس.

### في القرن الحادي والعشرين

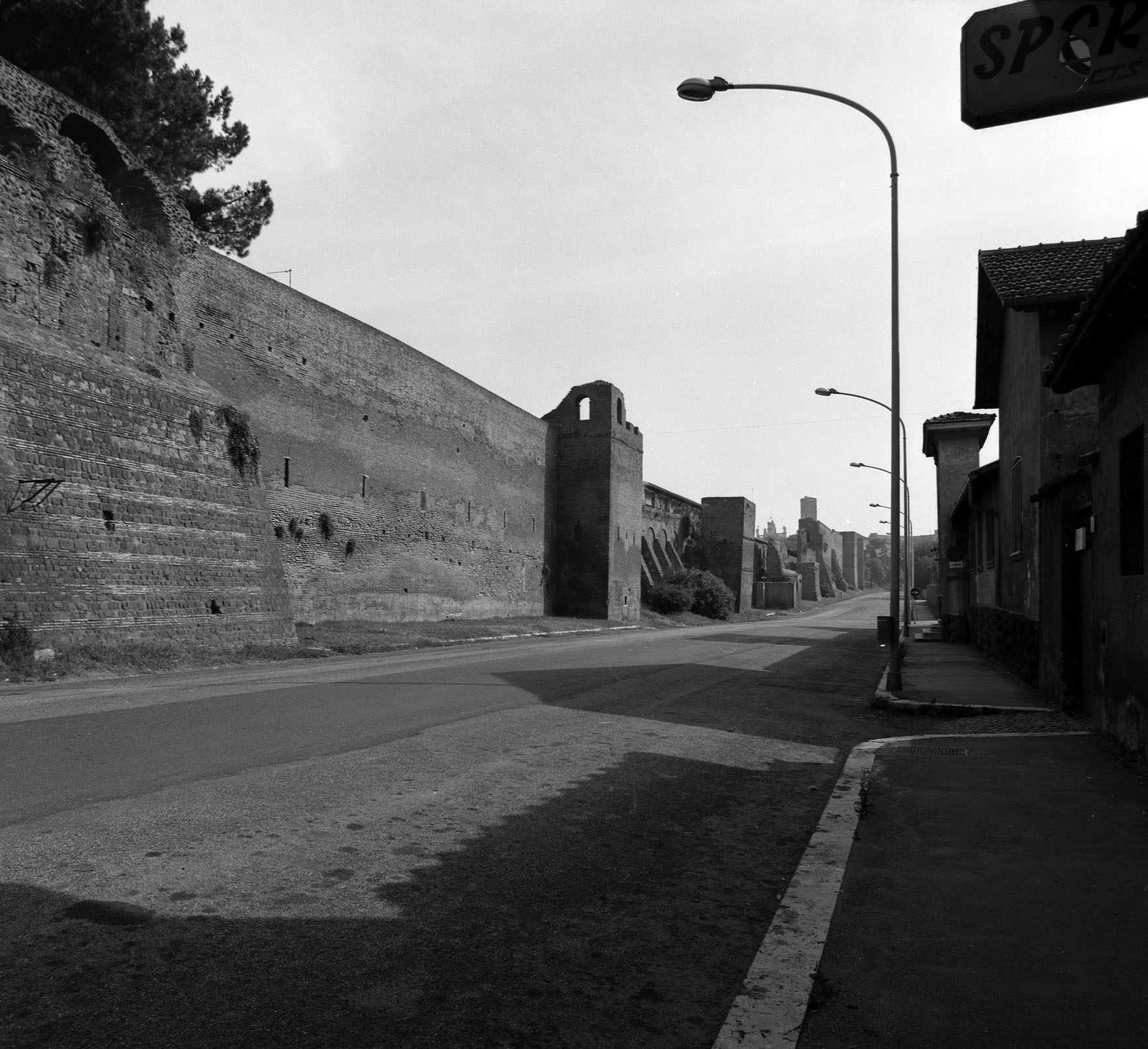
فيالي كاسترينس 1982

في الجزء الجنوبي من المدينة، في طريق بوابة أردياتينا، شهد عام 2001 انهيارًا جزئيًا بطول حوالي 20 مترًا، بسبب مياه الأمطار وعدم صيانة مجمع المباني من قبل بلدية روما.
في عام 2006 ولإستعادة الوضع السابق وتجنب الانهيارات الجديدة في المستقبل، أجرى معهد تابع للمجلس القومي للبحوث وجامعة روما تور فيرغاتا تحليلات من أجل دراسة إصلاح الأضرار التي لحقت بالأسوار بشكل مناسب
.حدث انهيار جديد في 1 نوفمبر 2007 : تدمر فية جزء من الأسوار بارتفاع 10 أمتار وعرض خمسة عشر، ولعمق متر واحد على طول فيالي بريتوريانو، في منطقة سان لورنزو، بسبب هطول الأمطار الغزيرة والمتواصلة التي اجتاحت المدينة في تلك الأيام.

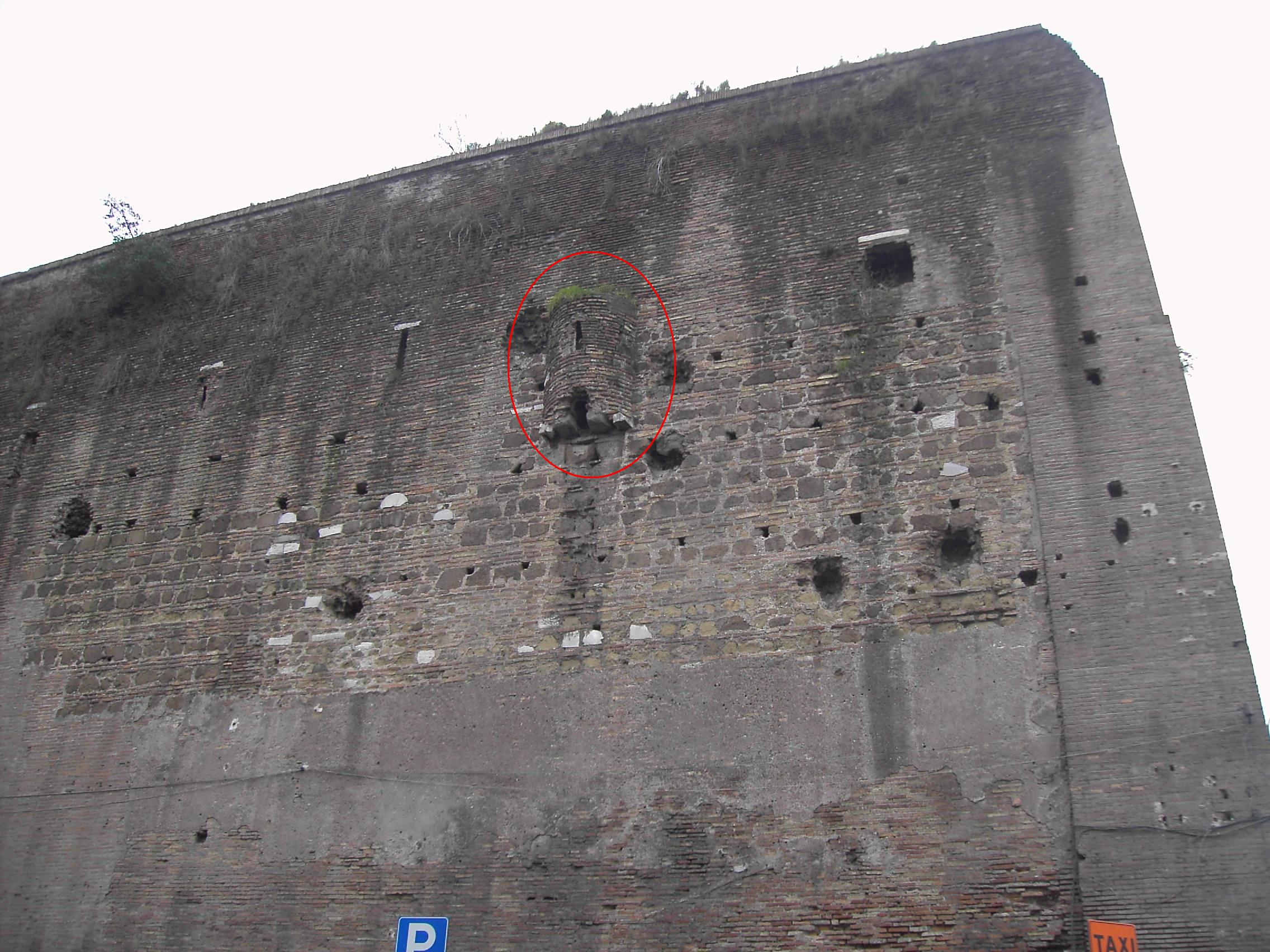
أثار سوء الصيانة علي الأسوار بالقرب من بوابة سالاريا.

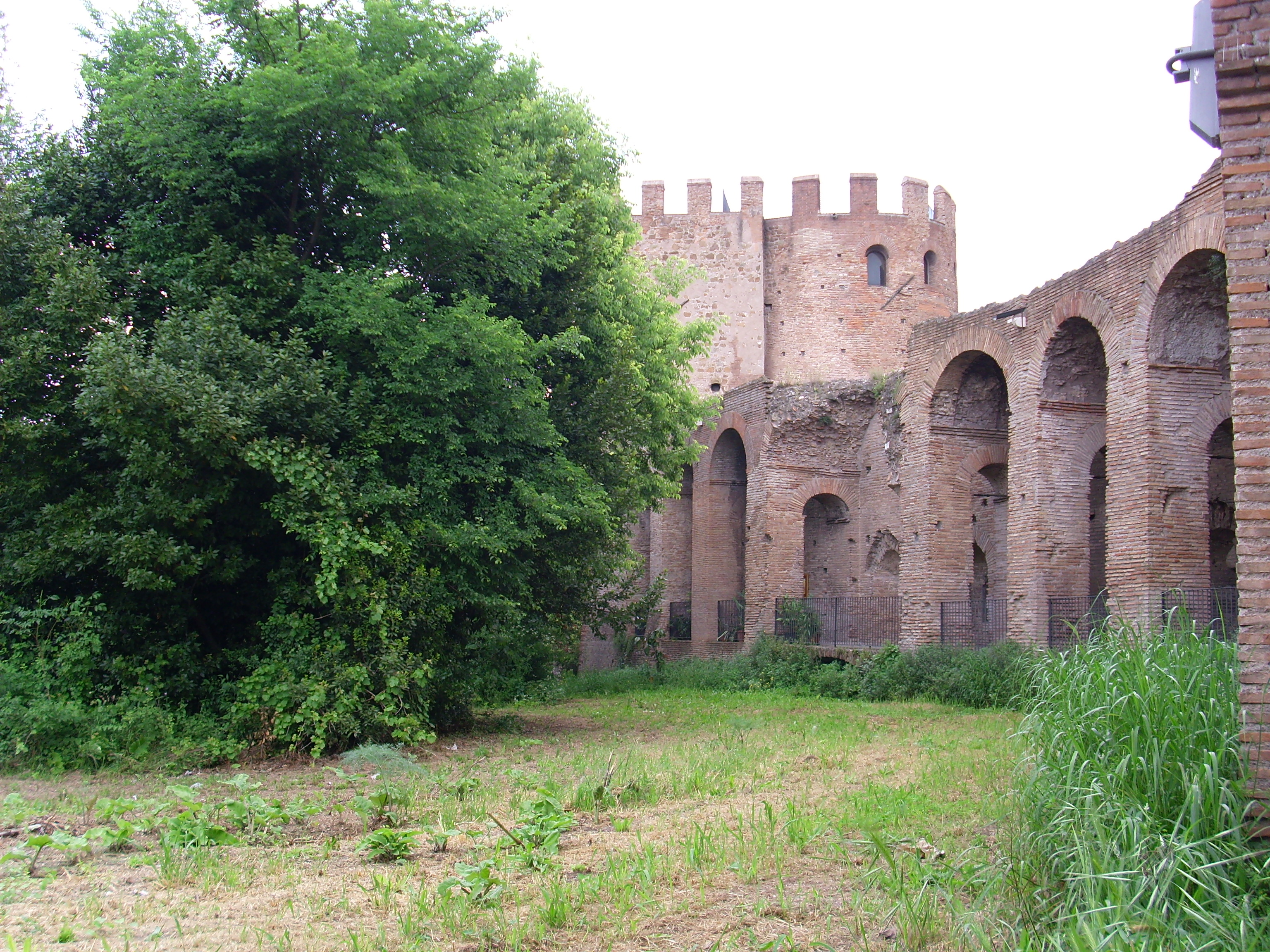
قسم من الأسوار يظهر ممر الممشى السفلي المغطى. في الجزء السفلي أبواب سان سيباستيانو
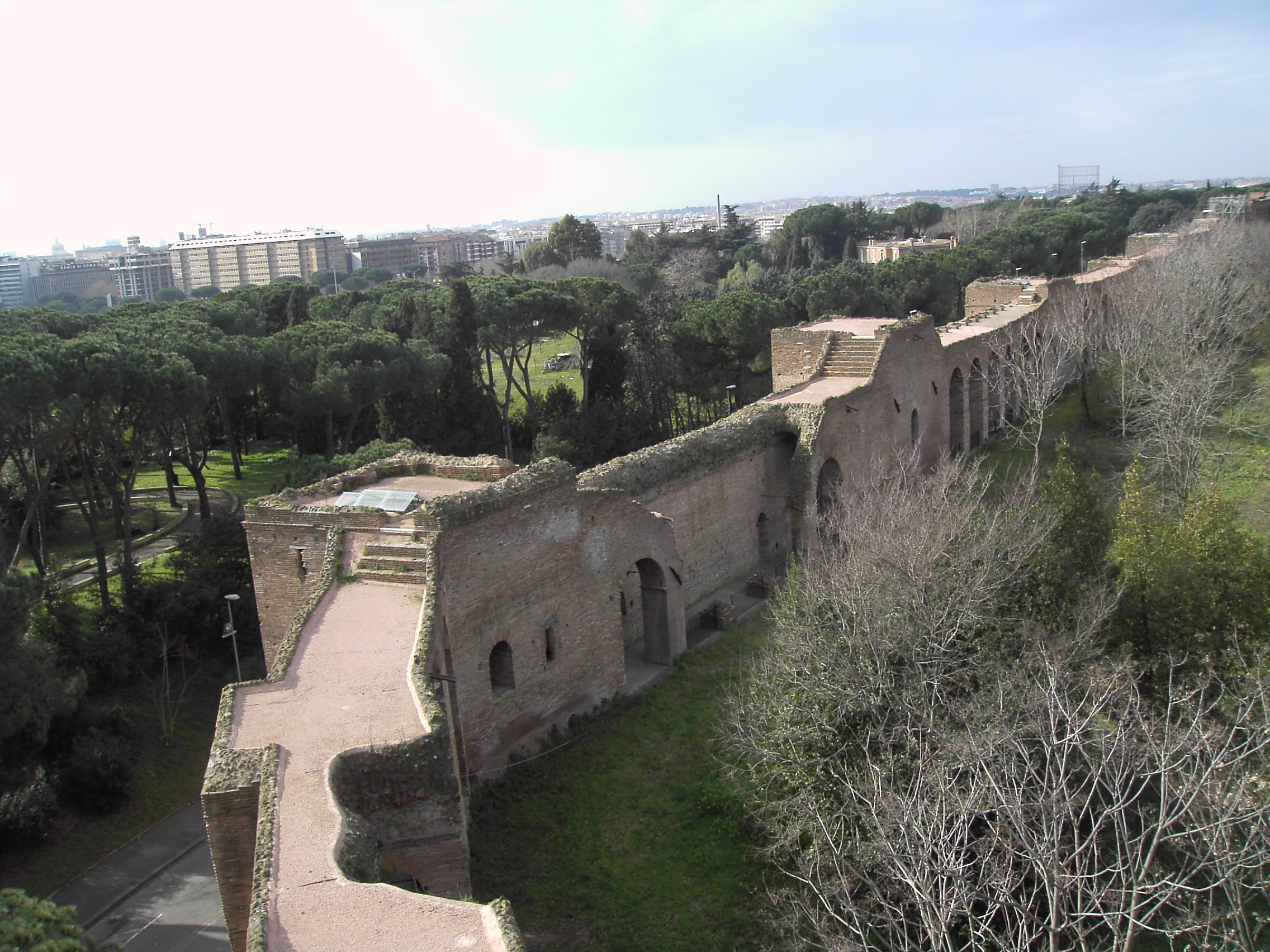
الأسوار من مدخل سان سابستيانو إلى مدخل أرديتنا
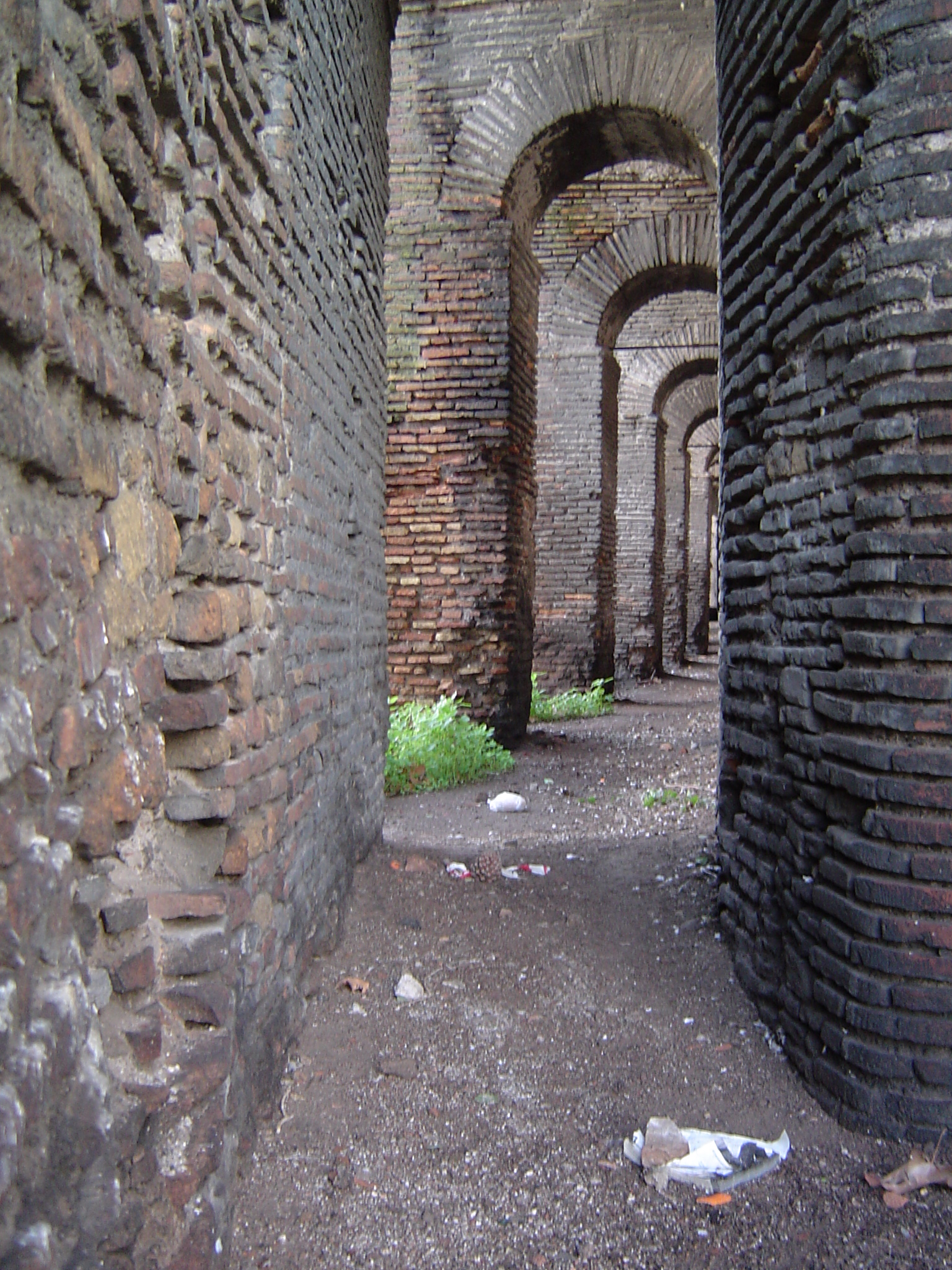
ممر سفلي للأسوار
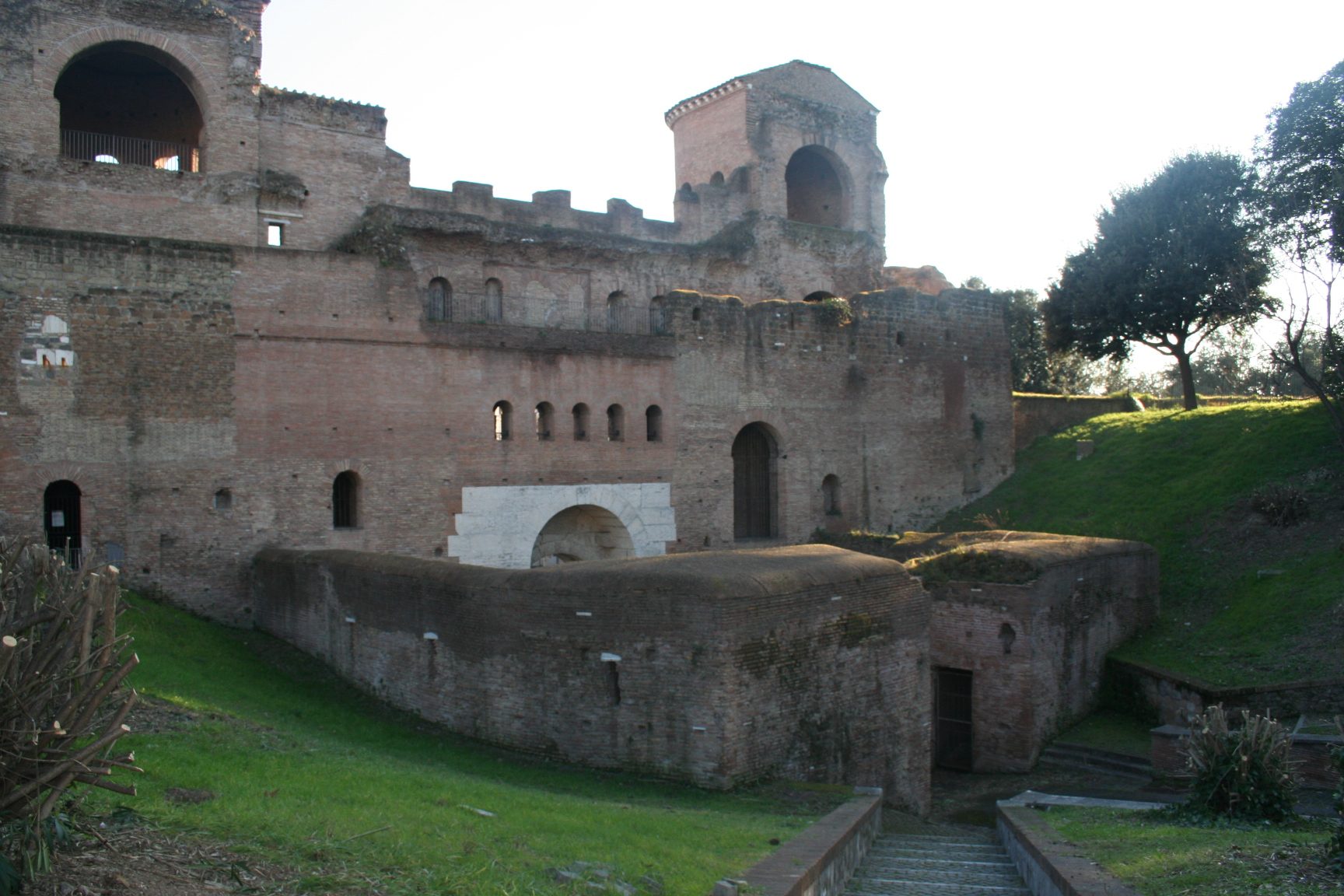
مدخل أسيناريا ، من داخل الأسوار
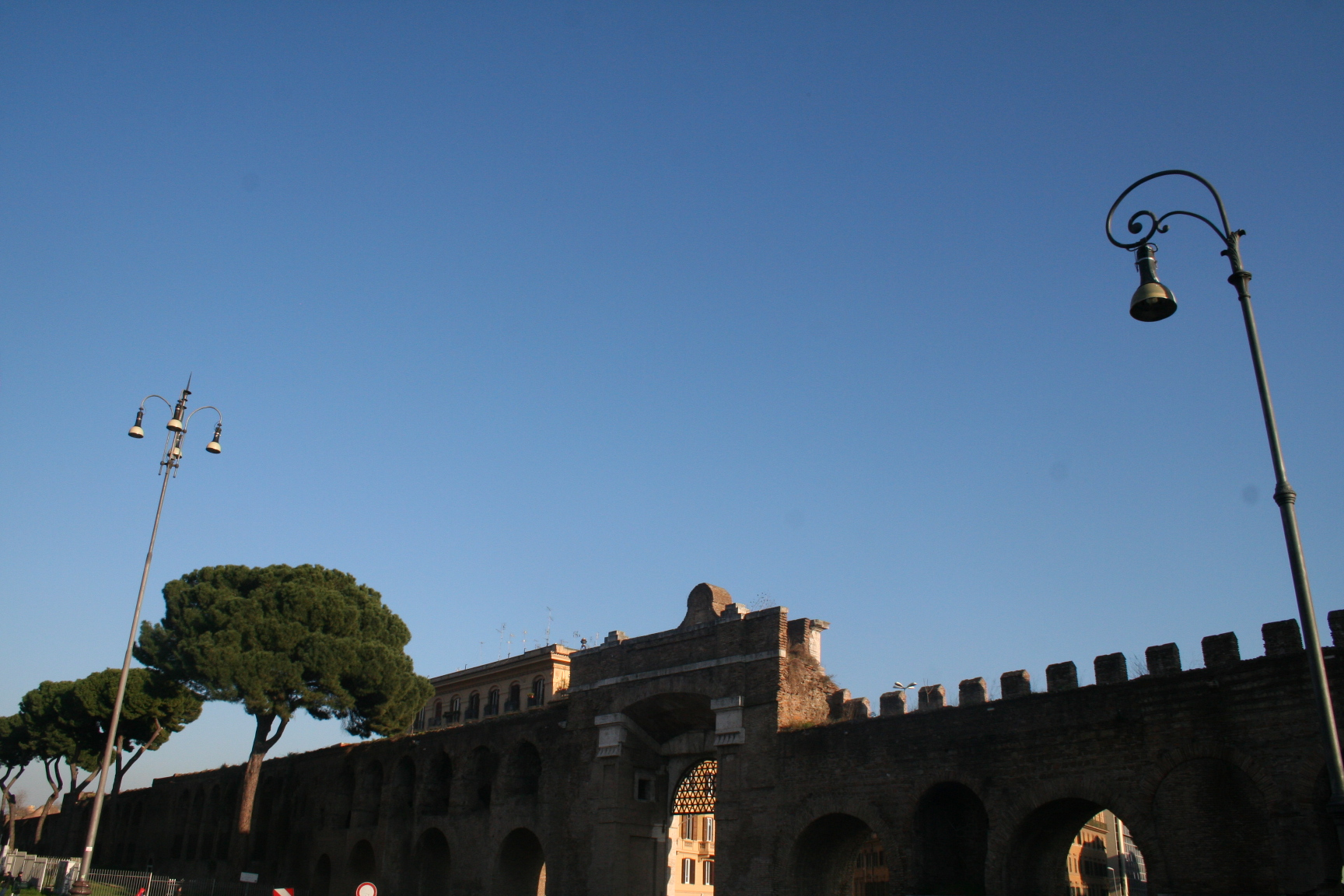
مدخل سان جيوفاني ، من داخل الأسوار

### أبواب الأسوار

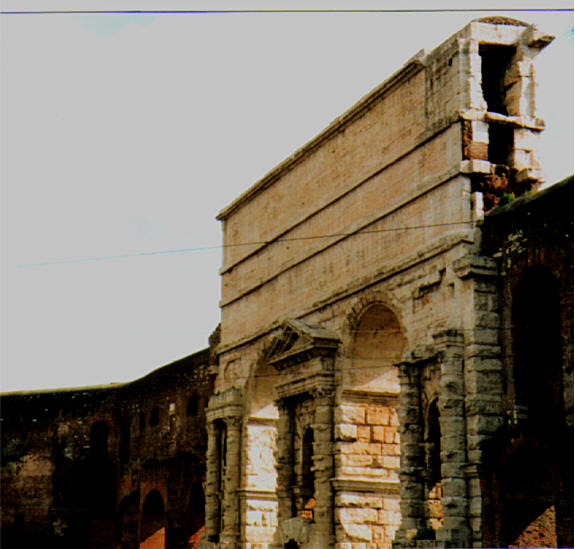
باب ماجوري. يظهر بوضوح قسم خاص بقناتي كلوديا وأنيو نوفوس.

الأبواب، وعددها 18، علي ثلاثة أشكال بشكل عام،
أهمها المكون من قوسين مزدوجين، وأرضيات من الحجر الجيري، وعلى جانبيها برجين أسطوانيين. ؛ والأبواب المكونة من قوس بسيط وتحيط به الأبراج الرباعية الزوايا، ثم هناك شبكة كاملة من الممرات (يصعب تحديد عددها)
منذ عهد قسطنطين، كان تأثير الكنيسة سائدًا بالفعل، فغالبية أسماء الأبواب مشتقة من إشارات إلى الكنائس ومقابر القديسين حولها.
في القائمة 18 بوابة لأسوار أوريليان، من الشمال وفي اتجاه عقارب الساعة:
1. بوابة ديل بوبولو (بوابة فلامينيا) - تبدأ عبر فلامينيا
2. بوابة بنسيانا
3. بوابة سالاريا تبدأ عبر سالاريا
4. بوابة بيا - هنا يبدأ السور الجديد عبر نومينتانا
5. بوابة نومينتانا - هنا بدأ السور القديم عبر نومينتانا
6. بوابة بارتولينا - المدخل القديم لقلعة بريتوريا، ومعسكر الحرس الإمبراطوري
7. بوابة تيبورتينا - هنا يبدأ عبر تيبورتينا
8. بوابة ماجوري (بوابة براينيستينا) - هنا تلتقي ثلاث قنوات مائية، وتبدأ عبر براينيستينا
9. بوابة سان جيوفاني - بالقرب من كنيسة سان جيوفاني في لاتيرانو
10. بوابة أسيناريا - هنا يبدأ السور القديم عبر توسكولانا
11. بوابة ميترونيا
12. بوابة لاتينا - هنا يبدأ عبر لاتينا
13. بوابة سان سيباستيانو (بوابة أبيا) - هنا يبدأ طريق أبيان
14. بوابة أردياتينا
15. بوابة سان باولو (بوابة أوستينسي) - بجوار هرم سيستيوس، المؤدي إلى بازيليكا دي سان باولو فوري لو مورا، هنا عبر أوستينسي

البوابات في تراستيفيري (من أقصى الجنوب وفي اتجاه عقارب الساعة):
1. بوابة بورتوينسيس
2. بوابة أوريليا / سان بانكرازيو
3. بوابة أوريليا سانكتي بيتري (المعروف أيضًا باسم بوابة كورنيليا)

### المسار

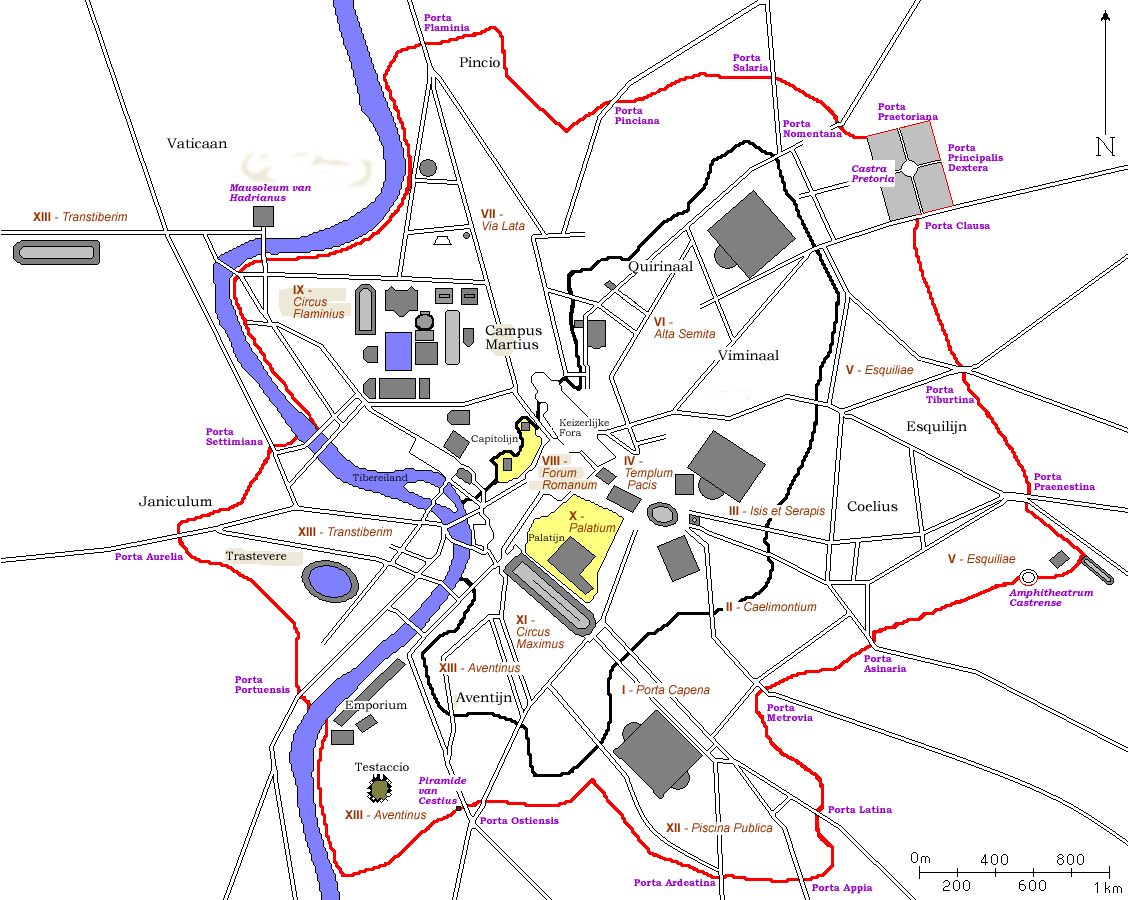
خريطة طريق الأسوار الأوريليانية

قام المساح أمونيو بقياس أسوار روما قبل غزو القوط ألاريك ووجد أن طولها يبلغ 21 ميلاً: معظمها لا يزال قائماً. أول أثر مرئي، يبدأ من الشمال ويستمر في اتجاه عقارب الساعة، وهو بوابة ديل بوبولو (بوابة فلامينيا)، ويستمر في مسار متعرج، المعروف باسم Muro Torto (الطريق الملتوي) والذي شكل الأصل لحديقة الأسيليوروم، (إحدى القصور الإمبراطورية). ثم يمتد السور على طول الجانب الأيمن بجوار حدائق فيلا بورغيزي.
القسم التالي، الذي يستمر على طول الطريق الدائري المسمي دائري إيطاليا بروما، وهو جزء محفوظ بشكل جيد، ويوجد به 18 برجًا في حالة جيدة. أخرها برج فيا بو، ولا تزال علامات معركة 20 سبتمبر 1870 موجودة، (والتي كانت بمثابة نهاية حقبة الباباوات) وما تزال قذيفة مدفعية للجيش الإيطالي عالقة في السور.
في الامتداد القصير التالي للسور، تم فتح مخرجان ثانويان محاطان بسور بالقرب من الثكنات البريتورية الكبيرة التي بناها الإمبراطور تيبيريوس، حيث تفتح أربعة أبواب في وسط كل جانب وتبرز منه أبراج مربعة. ثم يتبع السور محيط لحصن الكاسترا بالكامل.
القسم التالي، الذي يحده من جانبه الداخلي حصن بريتوريو ، وقصر القوات الجوية المبني بالقرب من الحصن (1929-1931). ثم بوابة تيبورتينا الضخمه، الذي سميت فيما بعد بوابة إس. لورينزو.
يستمر السور إلى ما ورار ميدان تيبيرتينو وحتى المبنى الدائري المعروف باسم " معبد مينيرفا ميديكا "، ويوجد برج مُدرج تم تجديده بواسطة كليمنت الحادي عشر بعد الأضرار التي لحقت به من زلزال عام 1704 . يستمر السور حتي ساحة بوابة ماجوري، التي تهيمن عليها بوابة ماجوري (بوابة براينيستينا)، المكونة من قوسين من قناطر كلوديا وأنيو نوفوس.
يواصل القسم التالي من الأسوار، حتي قصر سيسوريانو (القصر الإمبراطوري الذي تم تضمين بقاياه من كنيسة سانتا كروتشي) ومدرج كاسترينس. ثم يتبع السور طريق كاسترنيسي وتظهر الترميمات الحديثة بوضوح على ذلك الجزء من السور.

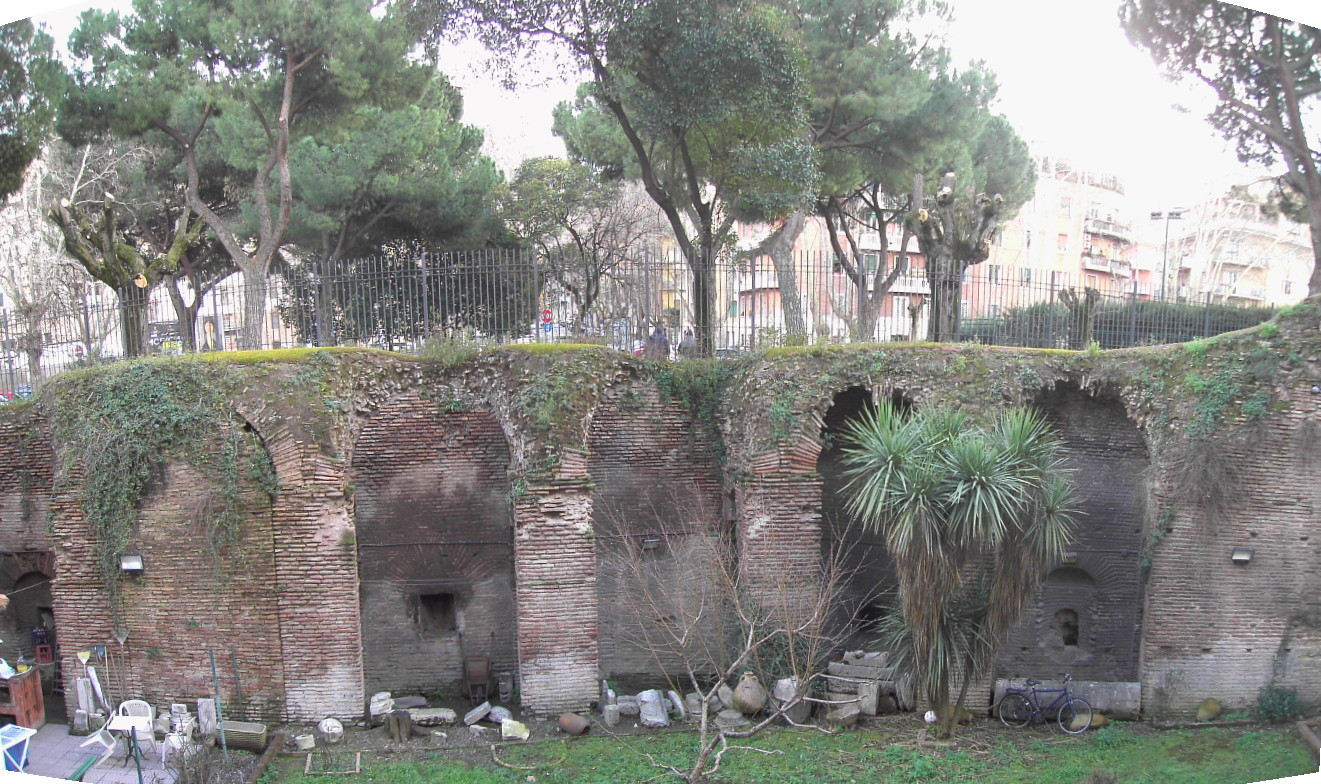
بقايا أسوار أوريليان في طريق ديلا فيراتيلا

القسم التالي من السور اختفى جزئياً. تشير الأطلال إلى أن الطريق كان يحيط بمحيط كاتدرائية القديس يوحنا اللاتراني في لاتيرانو والهياكل القديمة قصر لاتيرانو وفي بداية شارع فيا ديلا فيراتيلا في لاتيرانو، يظهر قسم من الأسوار أسفل مستوى الطريق.
القسم التالي يعد من بين أفضل أجزاء الأسوار المحفوظة. وتشير بعض أجزائه إلى وجود مراحيض من العصر الأوريلياني. يلتف السور إلى الجنوب الشرقي على طول طريق ميترونيو بأكمله ثم يتجه جنوبًا حيث، عند التقاطع مع الشارع الذي يحمل نفس الاسم وإلى أن يصل لبوابة لاتينا.
يمتد القسم التالي على طول طريق ميرا لاتينا بأكمله، ثم يتحول أولاً إلى الجنوب الشرقي ثم باتجاه الغرب. حيث أثار بيوس الثاني، وبيوس الرابع، وألكسندر السابع، وأوربان الثامن. وإلى أن يصل إلى بوابة سان سيباستيانو (بوابة أبيا).

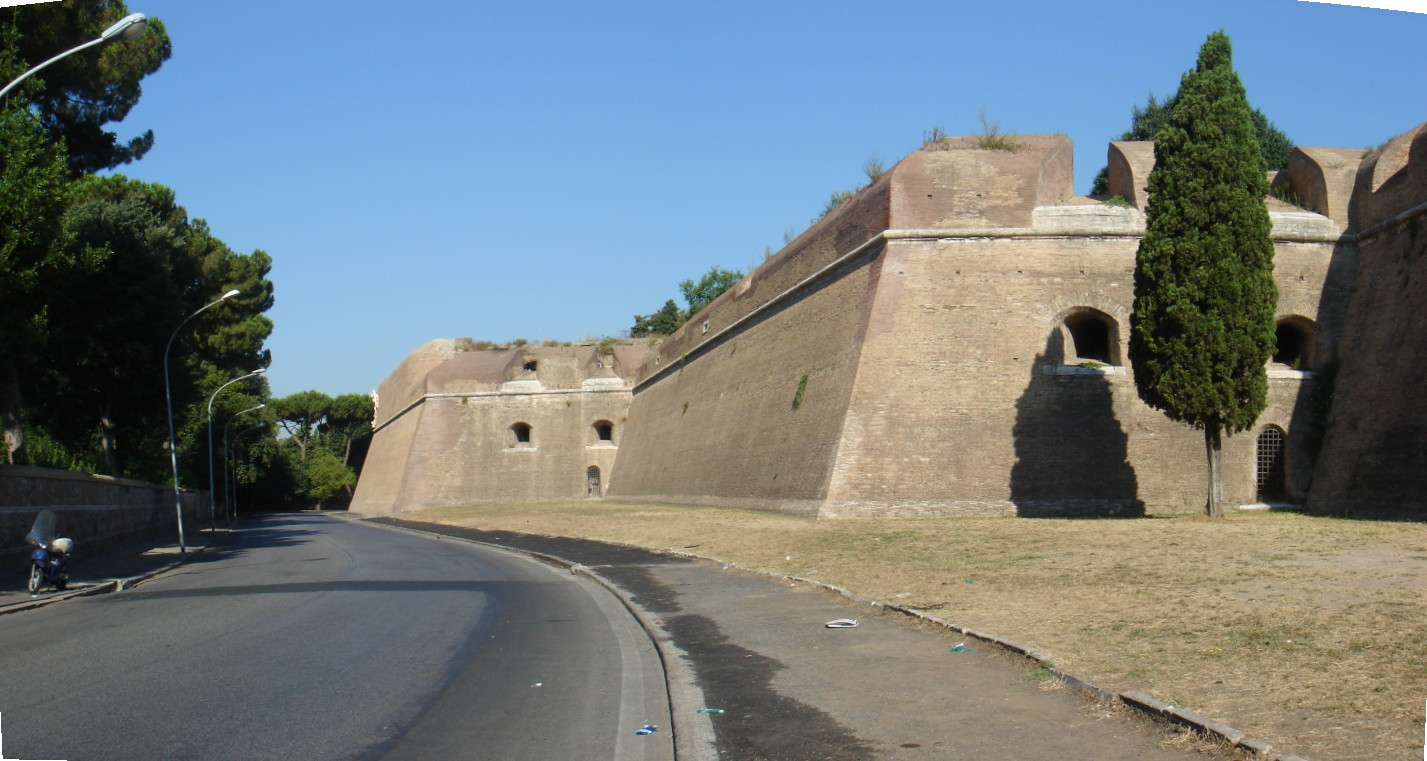
حصن سانجولا في علي طريق بوابة أردياتينا

بعد المرور عبر طريق كيرستوفر كولومبوس، تستمر الأسوار على طريق بوابة أردياتينا، وبعد مائة متر، يظهر حصن سانجولا المهيب، بطول حوالي 300 متر، والذي أقامه أنطونيو دا سانغالو الأصغر في النصف الأول من القرن السادس عشر، تم بناء الحصن بأمر من البابا بولس الثالث من أجل تحسين الكفاءة الدفاعية للمنطقة. ومن الواضح أن الهيكل المعماري للحصن مختلف تمامًا عن باقي الأسوار، حيث تم بناؤه لإيواء المقذوفات بدلاً من المدافع، ومن الطائرة. يمكن رؤية شعار نبالة كبير لبولس الثالث، محاطًا بمجلس الشيوخ الروماني والغرفة الرسولية، في جزء من الحصن.
مباشرة بعد الحصن، يوجد الجزء اللذي رممة ألكسندر السابع وبيوس التاسع في عصر النهضة، وصولا إلى بوابة أوستينسيس، أو بوابة سان باولو (أفضل البوابات).
ثم يتبع السور مجرى النهر شمالاً لحوالي 800 متر وصولا لساحة فيلتر ثم باتجاه ماسينا حتى الوصول إلى بوابة سان باولو (بوابة أوستينسي).
ومباشرة بعد البوابة، ستجد هرم سيستوس، والقبر الضخم من العصر الإمبراطوري ومن هنا، تظهر علامات التجديدات وبعض الفتحات بسبب متطلبات المرور، ويستمر السور في خط مستقيم نحو نهر التيبر.

## اقرأ أيضا
- أسوار سيرفيان